# Залізний пік

Залізний пік (Fe) на графіку поширеності хімічних елементів. По горизонтальній осі відкладений атомний номер.

Залі́зний пік — локальний максимум на графіку поширеності хімічних елементів в районі заліза (від скандію до нікелю).
Закономірності енергії зв'язку ядер такі, що до ядер залізного піку енергетично вигідні реакції синтезу, а після — поділу. В результаті в зорях синтезуються всі елементи до залізного піку, а елементи з атомним номером більше 26 синтезуються при вибухах наднових зірок. Тому в космосі виявляється порівняно більше елементів, розташованих в періодичній таблиці до заліза, ніж після.

## Енергія зв'язку
На рисунку нижче зображено енергію зв'язку на один нуклон для різних ізотопів. Як видно з рисунка, для легких ядер (кількість нуклідів менше 58) енергетично вигідні реакції синтезу, а для важких (кількість нуклідів більше від 62) — розпаду. Нукліди з кількістю нуклідів від 58 до 62 мають найбільшу енергію зв'язку на один нуклон.